# Antonio de Oquendo
Antonio de Oquendo y Zandategui (San Sebastián, octubre de 1577-La Coruña, 7 de junio de 1640) fue un marino y militar español, almirante general de la Armada del Mar Océano. Participó en más de cien combates navales. Sus dos hechos principales fueron la Batalla de los Abrojos en 1631, y la Batalla de las Dunas en 1639.
Se asegura que su éxito en operaciones militares era debido a lo bien organizados que estaban sus buques y a la férrea disciplina que en ellos imperaba.

## Biografía

### Juventud
Hijo de María de Zandategui, señora de la torre de Lasarte y de Miguel de Oquendo, capitán general de la Armada de Guipúzcoa, que participó junto a don Álvaro de Bazán en la batalla de las Terceras, y murió en el desastre de la Invencible. A los 16 años ingresó con la plaza de caballero entretenido en las galeras de Nápoles, mandadas a la sazón por Pedro de Toledo, distinguiéndose en seguida «por su bella índole y gran fondo de talento militar».
Hacía 1594 pasó a la Armada del Océano, cuyo general era entonces don Luis Fajardo. Cuando aún no tenía 18 años se le dio el mando de los bajeles ligeros Delfín de Escocia y la Dobladilla, pertenecientes a dicha armada.
El 15 de julio de 1604 partió de Lisboa con la misión de dar caza a un corsario inglés que con dos buques atacaba y extorsionaba a los pueblos de Andalucía, Galicia y Portugal. Al alba del 7 de agosto encontró a su enemigo en el golfo de Cádiz; el corsario le abordó, metiéndole cien hombres dentro de su buque. Oquendo, al cabo de dos horas de combate, batió a todos, habiendo muchos muertos y heridos de ambas partes. El corsario trató de desaferrarse para huir, pero Oquendo entró con su gente, apresándolo. El otro buque, que se había estado batiendo al cañón con la “Dobladilla”, huyó a toda fuerza de vela y no pudo ser alcanzado. Los españoles quedaron muy averiados, arribando a Cascais. Fue recibido triunfalmente en Lisboa, felicitado por el rey Felipe III y por su capitán general don Luis Fajardo. Esta sería la última acción de la guerra anglo-española (1585-1604), ya que a final de mes se firmaría el Tratado de Londres.

### Gobernador de la escuadra del Cantábrico
En 1607, es nombrado gobernador de la escuadra de Vizcaya al fallecer Martín de Bertendona. Con esta armada guardaba las costas ante las amenazas de los neerlandeses, que venían dispuestos a incendiar los buques españoles en los puertos cantábricos. Ante la noticia de la salida de la armada de Vizcaya, se retiraron.
En junio fueron puestas a sus órdenes las escuadras de Guipúzcoa y de las Cuatro Villas, y junto a la de Vizcaya compusieron la escuadra llamada del Cantábrico. Con estas fuerzas efectuó muchos cruceros, protegiendo la llegada de las flotas de Indias y haciendo numerosas presas. En el mismo año fue nombrado general de la flota de Nueva España, sin cesar en la escuadra de Cantabria, con la que continuó al terminar su comisión de América.
Sirvió también con sus fuerzas, en calidad de almirante, a las órdenes del príncipe Filiberto de Saboya, que ostentaba el título de Príncipe de la Mar. Filiberto hizo ante el rey un caluroso elogio de Oquendo, y el rey confirió a este el hábito de Santiago y encargó a don Rodrigo Calderón que, de su mano y en representación de él, le armase caballero.

### Encarcelado
En 1619, Juan Fajardo, almirante general de la escuadra del Océano, pidió permiso para retirarse, permiso que le fue denegado por confiársele la guarda del Estrecho. Fajardo decidió retirarse sin el permiso real, por lo que fue arrestado y encerrado en el castillo de Sanlúcar de Barrameda. Oquendo fue nombrado para sustituirle, pero este se excusó diciendo que estaba dedicado al alistamiento de su escuadra y a la construcción de un navío que había de servirle de capitana. Al mismo tiempo señalaba la inconveniencia de tal sustitución, comunicando al secretario Arostegui: «que el no ir a servir no era falta de voluntad, sino que por no lo hacer con honra, es mejor excusarlo».
Molestos los miembros del Consejo contra el que se atrevía de este modo a darles lecciones, propusieron al rey que se quitase el mando a Oquendo y fuese encerrado en el castillo de Fuenterrabía. Poco después le fue conmutada a Oquendo esta prisión por la reclusión en el convento de San Telmo, en San Sebastián, con permiso para poder salir a inspeccionar su galeón. Intervino al fin su protector, el príncipe Filiberto, cuyos buenos oficios lograron su liberación. Pronto se le dio un nuevo mando, el de los galeones de la carrera de Indias, con los que efectuó algunos viajes.
En los primeros tiempos del reinado de Felipe IV, Oquendo fue consultado por su ministro el conde-duque de Olivares sobre asuntos de Indias, servicio naval y comercio de Tierra Firme.

### Procesamiento
En 1624 fue procesado, acusado de irregularidades en su mando y favoritismo, admitiendo en la flota buques inadecuados, por pertenecer a sus amigos, y también de no permitir las necesarias reparaciones en los buques y de una injustificada invernada en La Habana. De tal modo, los galeones Espíritu Santo y Santísima Trinidad se habían ido a pique por ir en malas condiciones, perdiendo el tesoro de su carga.
Pudo rebatir cumplidamente todos los cargos que se le habían hecho a impulso de la envidia de sus contrarios, y al cabo de año y medio se pronunció la sentencia: privación del mando de las flotas de Indias durante cuatro años, «menos los que fuesen voluntad de Su Majestad, de su Consejo de Indias o de la gente de Indias, en su real nombre», y 12 000 ducados de indemnización por lo perdido en los galeones.

### El socorro de La Mámora
En 1626 obtuvo en propiedad el cargo de almirante general de la Armada del Océano, quedando subordinados a él todos los generales de las diferentes escuadras, como él lo quedaba al capitán general Fadrique de Toledo, en cuyas manos hacía juramento y homenaje.
Al recibir Oquendo de su gobernador don Diego de Escobedo la petición de auxilio con motivo del sitio de La Mámora por fuerzas enemigas en 1628, socorrió la plaza desde Cádiz, fletando buques y alistando gente, aún sin tener autorización de sus superiores, por considerarlo necesario para mejor servicio del rey y tratarse de un urgente auxilio. Tan complacido quedó el rey don Felipe de su servicio, que escribió de su puño y letra: «quedó tan agradecido a este servicio que me habéis hecho, como él lo merece y os lo dirá esta demostración».

### La campaña de Brasil

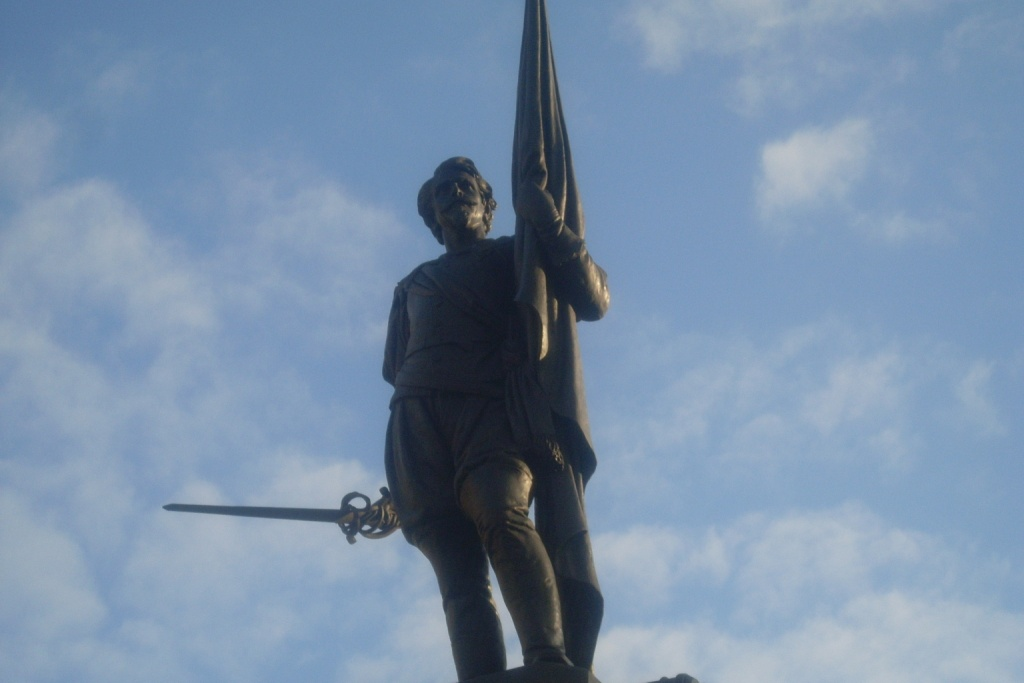
Estatua de Antonio de Oquendo en San Sebastián, inaugurada en 1894.

Formando Oquendo parte del Consejo de Guerra, se reunió en Lisboa una escuadra bajo su propio mando para socorrer las costas del Brasil contra los ataques de los neerlandeses, especialmente las plazas de Pernambuco y de Todos los Santos. Componían la escuadra 16 naos; cinco de ellas no llegaban a las trescientas toneladas y a reunir cuarenta hombres de guarnición; otras cinco no llevaban más que la mitad de la infantería que les correspondía y quedaban seis que eran mejores, pero también faltas de elementos y de dotación. Arbolaba Oquendo su insignia en el galeón Santiago.
Salió de Lisboa el 5 de mayo de 1631 convoyando una flota de buques mercantes portugueses y de 12 carabelas, que llevaban 3000 hombres de transporte para reforzar las guarniciones de las plazas brasileñas.
Al cabo de 68 días de navegación, llegaron a la bahía de Todos los Santos, reforzando su guarnición y siguiendo viaje a Pernambuco con 20 naos mercantes que se agregaron al convoy. El 12 de septiembre avistaron la flota neerlandesa, bajo el mando del almirante Adriaan Hans Pater, que venía de saquear la isla de Santa María. El almirante neerlandés tuvo el gallardo pero presuntuoso gesto de ordenar que solo atacasen a los españoles 16 de sus buques; el mismo número que los que sumaban los de Oquendo. Hay que tener en cuenta, sin embargo, que la capitana y la almiranta neerlandesas eran buques de 900 y 1000 toneladas, con cincuenta cañones de calibre entre 48 y 12, y, en cambio, los españoles no pasaban de las 300 toneladas e iban armados con cañones de a 22 a 8.
Antes de trabarse el combate pasó cerca de la capitana de Oquendo la carabela en que iba el conde de Bayolo, jefe de la infantería, y al estar a la voz propuso a Oquendo reforzar los buques con sus soldados. Oquendo con tono humorístico, señalando las velas enemigas le dijo: «¡Son poca ropa!» Después negó el paso de los soldados, razonando que la orden era llevarlos a Pernambuco para refuerzo y que no quería, «por si ocurría cualquier accidente que impidiera volverlos a las carabelas». El conde recibió orden de unirse al convoy y acercarse con él hacia la costa.

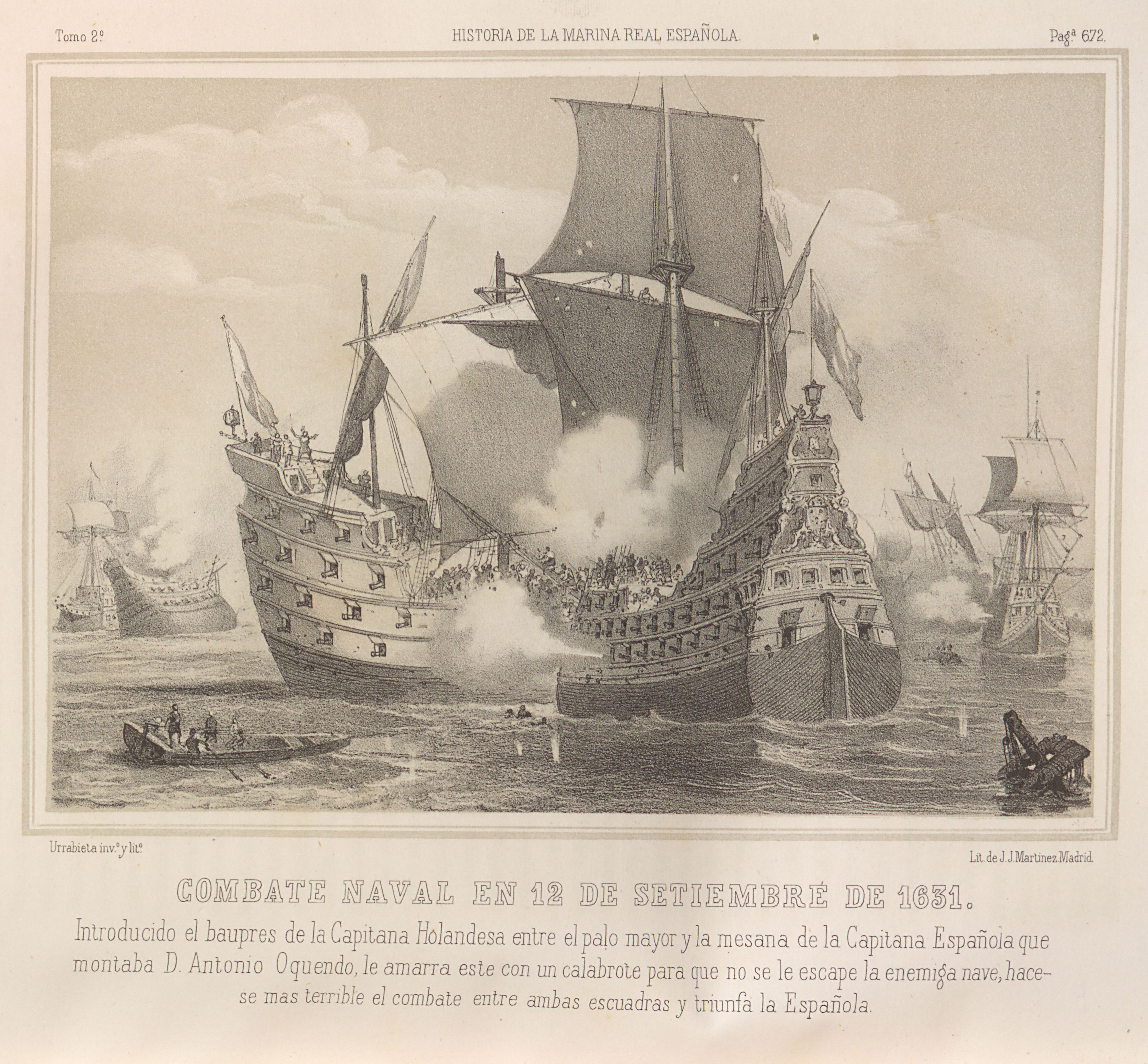
Combate el 12 de septiembre de 1631 entre holandeses y españoles

Así se entabló un duro combate a 18.º de latitud sur y a unas 240 millas de los Abrojos, a las 8 de la mañana del 12 de septiembre de 1631. La escuadra neerlandesa avanzó a todo trapo, desplegada en arco. Entonces, Oquendo consiguió aferrarse con hábil maniobra a la capitana enemiga por barlovento, de tal modo que los fuegos y humos fuesen hacia el neerlandés. Hans Pater trató de desasirse, mas no pudo, pues el capitán Juan Castillo saltó al buque neerlandés y aparte de los garfios, lo aseguró con un calabrote que amarró a su palo. Pronto le quitaron la vida, y lo mismo a sus soldados, pero el fuego que se hizo desde las cofas del Santiago impidió a los neerlandeses desamarrarlo. Otro galeón neerlandés se colocó pronto por la banda libre del Santiago, pero también acudieron los españoles en auxilio de su general.
El combate aún estaba indeciso a las 16:00. Al fin, un taco encendido disparado por un cañón del Santiago prendió fuego a la capitana neerlandesa. La almiranta de su segundo, el aventurero raguseo Jerónimo Masibradi, acudió y dio remolque al Santiago, apartándole de la explosión del buque neerlandés. Hans Pater encontró la muerte en el agua, a donde se había arrojado con gran número de los suyos.
Oquendo se apoderó del estandarte de los Países Bajos y puso en fuga al enemigo, quemando a este tres mayores galeones y haciéndole 1900 muertos; los españoles perdieron, por su parte, dos galeones, hundido uno de ellos, el San Antonio, la almiranta, y 585 muertos y 201 heridos. Tuvo la satisfacción Oquendo de saber que el galeón apresado por los neerlandeses, el Buenaventura, no pudo ser aprovechado, y que los españoles prisioneros se apoderaron de la carabela donde los llevaban y se fugaron.
Cinco días después hubo nuevo avistamiento de las escuadras, pero el almirante Tir, que sucedió en el mando a Hans Pater, eludió el combate a pesar de su manifiesta superioridad numérica. Oquendo llevó las tropas de refuerzo a Pernambuco y regresó a la Península. El 21 de noviembre entró en Lisboa, siendo objeto de entusiastas manifestaciones. Guipúzcoa le envió un caluroso mensaje de felicitación.

### Gobernador de Mahón
Después de esta campaña fue nombrado capitán general de la guarda de la carrera de Indias, y en calidad de tal efectuó otro viaje a América, hacia la que partió el 23 de abril de 1634, sufriendo un duro temporal a su regreso.
En 1636, Oquendo estuvo de nuevo arrestado por batirse en duelo en Madrid, provocado por un caballero italiano al que sin herir gravemente dio una fuerte lección. En 1637 recibió la orden de salir con sus buques para incorporarse a la escuadra de Nápoles. Hizo presente en qué malas condiciones de combatir se hallaban, sin gente y sin pólvora, considerando que esta salida solo suponía ofrecer a los enemigos una fácil victoria. Por ello le llegó la orden de invernar en Mahón, donde fue nombrado gobernador de Menorca. Efectuó grandes mejoras en las fortificaciones de la isla, trayendo artillería de Nápoles.

### La batalla de las Dunas
En agosto de 1639 se terminó de formar en Cádiz parte de la escuadra que había de acudir a operar contra Francia y los Países Bajos: 23 buques con 1.679 hombres de mar. El 20 de julio, el secretario del rey, Pedro Coloma, firmaba una carta en que se notificaba a Oquendo que se le hacía merced del título de vizconde. Tocó la armada en La Coruña y allí se le unió la escuadra de Dunquerque, que era la mejor dotada y adiestrada. El 5 de septiembre salió de este puerto con todas sus fuerzas, yendo Oquendo en vanguardia, en su galeón Santiago, seguido por dicha escuadra de Dunquerque. En doce transportes ingleses iban tropas del ejército para reforzar las de los Países Bajos.
Los neerlandeses, según instrucciones del príncipe de Orange, habían dividido sus fuerzas en dos escuadras: una de 50 galeones y 10 brulotes, mandada personalmente por Maarten Harpertszoon Tromp, general en jefe, y otra de 40 buques y 10 brulotes, a las órdenes del almirante Johan Evertsen.
Cerca del paso de Calais se encuentran las escuadras española y neerlandesa, entablando un combate que dura tres días (16, 17 y 18 de septiembre), al cabo de los cuales la escuadra española se refugia en la rada de Las Dunas (The Downs, en la costa inglesa) para reparar. Al cabo de un mes sale a la mar y entabla combate en inferioridad de condiciones con los neerlandeses que le bloqueaban la salida. El resultado es la derrota de la flota española, que perdió 43 buques. A pesar de ello, se consiguió llevar los refuerzos y el dinero al ejército de Flandes.
En esta batalla de las Dunas, la real de Oquendo se defendió tan bravamente que pudo alcanzar Mardique, siempre reciamente acosado. Cuando se reprochó al almirante neerlandés el no haberla apresado, respondió «La capitana Real de España con don Antonio de Oquendo dentro, es invencible». Echó esta a pique a varios buques enemigos, y cuando entró en puerto pudieron contarse en ella 1700 balazos de cañón, de diferentes calibres. Durante muchos días hubo que estar dando a las bombas de achique y tapando boquetes, pero al fin fue salvado el galeón Santiago. La salud de Oquendo quedó profundamente quebrantada; llevaba más de cuarenta días sin desnudarse y la alta fiebre le devoraba. No pudo recuperarse por completo. Dijo «Ya no me falta más que morir, pues he traído a puerto con reputación la nave y el estandarte».

### Regreso a España y muerte
Volviendo a España en marzo de 1640, al estar cerca de Pasajes, donde tenía su casa, al verle tan enfermo, le aconsejaron que entrase en el puerto y que se pusiese en cura. Contestó: «La orden que tengo es de volver a La Coruña; nunca podré mirar mejor por mí que cuando acredite mi obediencia con la muerte».
En La Coruña quedó postrado en el lecho, y la enfermedad se fue agravando más y más. Falleció el 7 de junio, cuando rompía el fuego la artillería de los buques en salvas por la salida del Santísimo en la procesión del Corpus Christi. Oquendo, al oír el tronar del cañón, saltó de la cama, gritando a grandes voces: «¡Enemigos! ¡Dejadme ir a la capitana, para defender la armada!».
Posteriormente la familia Oquendo, probando su hidalguía, se trasladó a Las Encartaciones de Vizcaya a finales de siglo XVII  enlazando con las poderosas familias de Murga, Garay, Alcedo, Salcedo y Salazar. 
El jefe de la familia Oquendo fue Joaquín de Urdampilleta, Palacio, Marroquín y Oquendo, cuyo nieto primogénito fue José Joaquín Puig de la Bellacasa y Urdampilleta.
Descienden de Miguel Antonio de Oquendo y Garay que nació en San Martín de El Carral, en Sopuerta (Vizcaya), en 1736. Era hijo de José de Oquendo y Murga y Manuela de Garay y Carnero. Fue Oficial Mayor de la Contaduría General de Millones del Reino. Casó en 1761 con Antonia Cipriana de Murga Alcedo y Ochoa. Mandó construir dos palacios en El Carral.

### Exvoto marino
Es reseñable la bala de cañón que Antonio Oquendo ofreció a la Virgen de Aránzazu tras alcanzar la victoria en Pernambuco contra la armada holandesa,  según su creencia, por intercesión divina.
Este tipo de ofrendas se inscriben en una tradición muy antigua y se explica por el hecho, más o menos milagroso, de que la bala de cañón no causara daños mortales o no hundiese la nave. Antiguamente, al parecer una placa de plata coronaba la bala con al inscripción: “En la batalla naval, que el almirante general D. Antonio de Oquendo tuvo con la armada de Holanda en Pernambuco el año de 1631 a doce de Setiembre, entre otras muchas balas que quedaron en su capitana, de las que el enemigo le disparó, es ésta una, la cual ofreció en hacimiento de gracias de la victoria a la Virgen de Aranzazu como a su única Protectora” .

## Armada española
El crucero acorazado Almirante Oquendo fue bautizado en honor de Antonio de Oquendo, botado en 1891, fue hundido en la Batalla naval de Santiago de Cuba en 1898 por la armada de los Estados Unidos.